# Jarosław Ładosz

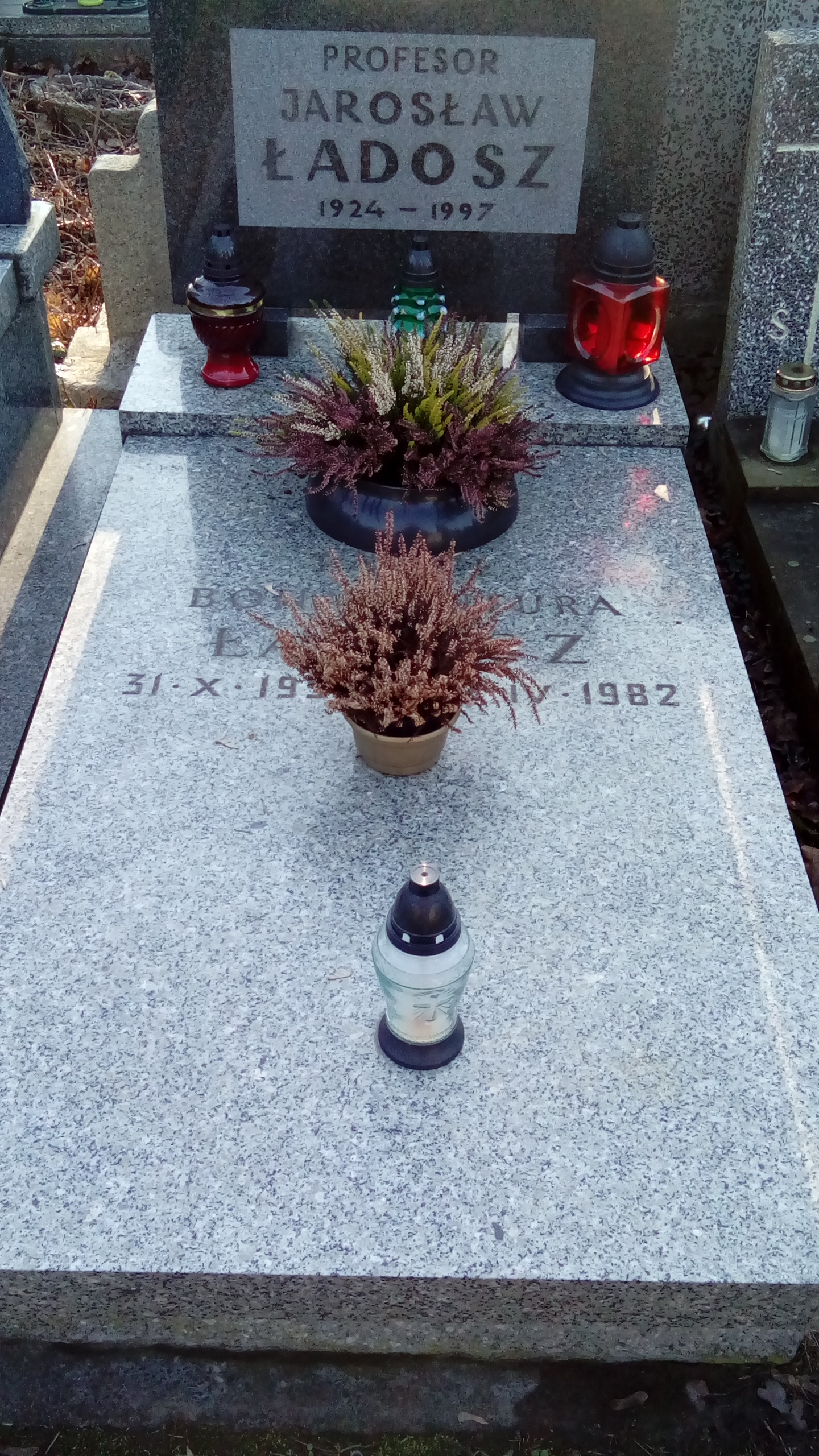
Grób Jarosława Ładosza na Cmentarzu Wojskowym na Powązkach

Jarosław Ładosz (ur. 20 października 1924 w Warszawie, zm. 14 listopada 1997) – polski filozof-marksista, logik. Profesor i wieloletni dyrektor Instytutu Filozofii, Socjologii i Logiki Uniwersytetu Wrocławskiego, profesor i dyrektor Instytutu Filozofii Uniwersytetu Śląskiego w Katowicach. Wydawca dzieł Lenina, prezes Stowarzyszenia Marksistów Polskich (1990–1997).

## Życiorys
Syn Janiny Dziarnowskiej i Henryka Ładosza. W okresie międzywojennym był członkiem Czerwonego Harcerstwa (od 1934/5), Pioniera i koła młodzieżowego Polskiej Partii Socjalistycznej. W latach wojny działał w podziemnej organizacji PPS Polscy Socjaliści, a od 1942 w Polskiej Partii Robotniczej i w Gwardii Ludowej. 28 kwietnia 1943 został aresztowany wraz z Wandą Jakubowską i Szymonem Syrkusem. Po uwięzieniu na Pawiaku osadzony w obozach koncentracyjnych: Oświęcim-Brzezinka, Oranienburg, Sachsenhausen i Barth (komando Ravensbürck).
Po zakończeniu wojny i powrocie do kraju studiował matematykę na Uniwersytecie Warszawskim, następnie był doktorantem Adama Schaffa w Instytucie Kształcenia Kadr Naukowych. Przewodniczący Związku Akademickiego Młodzieży Polskiej. 
W 1971 otrzymał tytuł profesora nadzwyczajnego, w 1977 – zwyczajnego. Od końca lat siedemdziesiątych redaktor nowej edycji dzieł W.I. Lenina w Polsce. Członek i działacz Polskiego Towarzystwa Filozoficznego, Towarzystwa Krzewienia Kultury Świeckiej. W latach 1981–1983 był członkiem Komisji KC PZPR powołanej dla wyjaśnienia przyczyn i przebiegu konfliktów społecznych w dziejach Polski Ludowej (tzw. komisji Kubiaka). Od 1990 do śmierci w 1997 prezes Stowarzyszenia Marksistów Polskich, które powstało z jego inspiracji. Wydawca i przewodniczący redakcji lewicowego pisma „Nowe Horyzonty”, które przygotowywali z nim Wiesław Bek, Jan Dziewulski, Władysław Góralski, Jerzy Kraszewski i Zygmunt Najdowski (w latach 1996–1997 ukazały się dwa numery).
Pochowany na cmentarzu Powązki Wojskowe w Warszawie (kwatera B32-2-29).

## Praca naukowa i poglądy
Początkowo zajmował się głównie logiką matematyczną i teorią poznania. Później jego zainteresowania ewoluowały w stronę filozofii i socjologii, które programowo uprawiał jako materializm historyczny i dialektyczny. Ortodoksyjny marksista, znawca dorobku Karola Marksa i tradycji myśli marksistowskiej, historii ruchu robotniczego. Krytyk marksistowskiej scholastyki i apologetyki. W dyskusjach dotyczących socjalizmu w Polsce zajmował stanowisko uznające, że w Polsce nie ma społeczeństwa socjalistycznego, lecz mamy do czynienia ze społeczeństwem okresu przejściowego z dyktaturą proletariatu jako formą organizacji politycznej i państwowej. Podkreślał istnienie w Polsce klas społecznych, sprzeczności, wyzysku i walki ideologicznej i politycznej. Przedmiotem jego krytyki była zarówno ta tendencja w ramach polskiego marksizmu, która nawiązywała do „młodego Marksa” i próbowała rozwijać jego myśl w duchu młodomarksowskiego humanizmu, m.in. Adam Schaff, Marek Fritzhand, jak i socjologizujący nurt empiryczny. Ten ostatni – reprezentowany m.in. przez Jerzego Wiatra, Włodzimierza Wesołowskiego – był przez J. Ładosza traktowany jako marksizm zdegenerowany i jednocześnie apologetyczny wobec status quo. Krytykował także rewizjonistyczny marksizm szkoły poznańskiej i tzw. warszawskiej szkoły historyków idei. Pozostawał pod wyraźnym wpływem francuskiej myśli społecznej: Jeana Piageta oraz Louisa Althussera.

## Odznaczenia i nagrody
- Krzyż Kawalerski Orderu Odrodzenia Polski (1 lutego 1955)[6]
- Order Sztandaru Pracy I. klasy (21 lipca 1977)[7]
- Nagroda „Trybuny Ludu” (1974)[8].
- Nagroda "Trybuny Ludu" I stopnia (1985)[9]
- Nagroda im. Ludwika Waryńskiego (1986) za książkę "Socjalizm i komunizm" ("Iskry", wyd. I 1985)[10]

## Dzieła
- Wielowartościowe rachunki zdań a rozwój logiki, Książka i Wiedza, Warszawa 1961
- Współczesne formy walki materializmu z idealizmem, Książka i Wiedza, Warszawa 1965
- Szkice z epistemologii matematyki. Matematyka jako działalność konstruktywna, Książka i Wiedza, Warszawa 1968
- Marksistowska teoria walki klas, Książka i Wiedza, Warszawa 1969
- Dialektyka a społeczeństwo. Wstęp do materializmu historycznego (z S. Kozyrem-Kowalskim), PWN, Warszawa 1972
- Materializm dialektyczny, wyd. II, Państwowe Zakłady Wydawnictw Szkolnych, Warszawa 1973
- Przedmiot filozofii i jej rola społeczna. Miejsce filozofii w teorii marksistowskiej, Książka i Wiedza, Warszawa 1975
- (red.) Feliks Dzierżyński. Życie i praca, Wojewódzka Rada Związków Zawodowych, Wrocław 1979
- Klasa a zawód, Książka i Wiedza, Warszawa 1980
- Marksizm – rewizjonizm – dogmatyzm, Wyższa Szkoła Nauk Społecznych przy KC PZPR, Warszawa 1984
- Przeciw pustym frazesom, Książka i Wiedza, Warszawa 1984
- Socjalizm i komunizm, Iskry, Warszawa 1985, ISBN 83-207-0706-4